# Eisik Hirsch Weiss

Eisik Hirsch Weiss

Eisik Hirsch Weiss (Isaak oder Jizchak Hirsch Weiß etc.; * 9. Februar 1815 in Groß Meseritsch, Mähren; † 1. Juni 1905 in Wien) war ein österreichischer Gelehrter, jüdischer Talmudforscher (Talmudkritiker), Historiker und Aufklärer, Lektor am Bet ha-Midrasch in Wien.

## Leben und Werk
Eisik Hirsch Weiss verfasste eine grundlegende historisch-kritische Geschichte der rabbinischen Tradition von Talmud bis Schulchan Aruch: dor dor we-dorschaw (etwa: Geschlecht um Geschlecht und seine Gelehrten; fünf Bände, 1871–1891).
Seine jüdische Erziehung erhielt er in verschiedenen Jeschiwot Mährens, vor allem in Trebitsch und Eisenstadt, welche schon unter dem Einfluss der Aufklärung standen. Seit 1858 lebte er in Wien und wirkte dort an dem von Adolf Jellinek begründeten Bet ha-Midrasch zusammen mit Meir Friedmann als Lektor, gab wichtige jüdische Traditionswerke (neu) heraus und arbeitete an seinem Lebenswerk, das durch Präzision und Begeisterungsfähigkeit gleichermaßen besticht auf einem Gebiet, das Graetz in seinem großen Geschichtswerk vernachlässigt hatte. Dabei war es nach seinen eigenen Worten sein Ziel, „die Erhabenheit des Judentums wirksam hervorzuheben“.

## Weitere Werke
- Kommentierte Ausgabe sifra (mit dem Kommentar von Abraham ben David), 1862
- Kommentierte Ausgabe mechilta, 1865
- bet talmud (Monatsschrift, 1881 ff.; Vorarbeiten zum Hauptwerk, insbesondere Biographien)
- sichronotaj (Lebenserinnerungen), Warschau 1895